# 仲宗根政善
仲宗根 政善（なかそね せいぜん、1907年4月26日 - 1995年2月14日）は、日本の教育者・言語学者。琉球大学名誉教授。

## 概要
1907年、沖縄県今帰仁村生まれ。旧制福岡高等学校を経て、1929年（昭和4年）東京帝国大学国文科を卒業。卒業後は沖縄に戻って沖縄第一高等女学校、沖縄師範学校女子部で教え、1945年（昭和20年）ひめゆり学徒隊の引率教官となる。
戦後沖縄の教育行政に当たり、琉球大学教授、後に副学長を務めた。1978年（昭和53年）より沖縄言語センター代表。

## 受賞・栄典
- 1984年（昭和59年）「沖縄今帰仁方言辞典」で日本学士院賞・恩賜賞受賞

## 研究内容・業績
- 『伊波普猷全集』（全11巻、平凡社）の編集委員（服部四郎、外間守善と）
- 今帰仁方言の研究資料は琉球大学に寄贈され琉球大学附属図書館に「仲宗根政善言語資料」として所蔵されている[1]。

## 著書
いくつかの著作はデジタル化され、国立国会図書館デジタルコレクションにて公開されている。
- 『沖縄の悲劇』 華頂書房 1951 国立国会図書館書誌ID:000000878815 doi:10.11501/1659382
- 『実録ああひめゆりの学徒』 文研出版 1968 国立国会図書館書誌ID:000001109738 doi:10.11501/1673737
- 『沖縄の悲劇 ひめゆりの塔をめぐる人々の手記』 東邦書房 1974 国立国会図書館書誌ID:000001215680 doi:10.11501/12398990
- 『ひめゆりの塔をめぐる人々の手記』 角川書店 1980 国立国会図書館書誌ID:000001459592 doi:10.11501/12230922
  - 同 角川文庫 1995 ISBN 4-04-151501-7.
- 『石に刻む』. 沖縄タイムス 1983 国立国会図書館書誌ID:000001697341 doi:10.11501/12411460
- 『沖縄今帰仁方言辞典 今帰仁方言の研究・語彙篇』 角川書店 1983 国立国会図書館書誌ID:000001611181 doi:10.11501/12449520
- 『琉球方言の研究』 新泉社 1987. 国立国会図書館書誌ID:000001906453 doi:10.11501/13432194
- 『蚊帳のホタル』 沖縄タイムス 1988 国立国会図書館書誌ID:000001967921 doi:10.11501/13239084
- 『琉球語の美しさ』 ロマン書房本店 1995 国立国会図書館書誌ID:000002502895 doi:10.11501/14089795
- 『ひめゆりと生きて 仲宗根政善日記』 琉球新報社 2002 ISBN 4-89742-046-6

### 共著
- 『伊波普猷全集』全11巻 服部四郎・外間守善 共編 平凡社 1974-1976
  - 第1巻 国立国会図書館書誌ID:000001226228 doi:10.11501/9769604 ほか
- 『宮良當壯全集』 高崎正秀ほか共編 第一書房

## 記念論集
- 琉球の言語と文化 仲宗根政善先生古稀記念編 論集刊行委員会 1982.6

## 参考サイト
- 仲宗根政善（読み）なかそね せいぜん コトバンク 2022年8月閲覧